# 中國基督教播道會

中國基督教播道會

中國基督教播道會（英語：Evangelical Free Church of China）是一個基督教新教教派，於1888年10月在中國廣州設立首間禮拜堂，現時主要於香港發展。

## 信仰
中國基督教播道會根據聖經堅守信仰立場包括：
- 聖父、聖子、聖靈三位一體的獨一真神。 祂既是萬物的創造者，也是掌管宇宙的主宰。
- 神的兒子耶穌基督由聖靈感孕藉童貞女馬利亞而生，擁有完全的神人二性。
- 因為耶穌基督被釘在十架上流血犧牲，為世人贖罪，所以使人脫離罪的權勢與刑罰。
- 死後三天，耶穌基督從死裏復活並且升天，坐在全能的父神的右邊，代信徒祈求。
- 現今作為中保及大祭司的耶穌基督是教會的元首。 將來祂必定從天再度降臨並建立國度。 祂也是審判活人和死人的主宰。
- 聖靈在五旬節降臨，是三位一體的第三位，為要榮耀聖父和聖子。 祂使罪人知罪悔改，居住在信徒心中並使信徒藉以得勝成聖。
- 新舊約 66卷聖經皆為神所默示的話語，絕對真確可信，是信徒們在信仰上和行為上的最高準則。
- 全人類死後都必復活，信主的人有永生，可在天堂享永福；不信的人被定罪，必落火湖永死，直到永遠的。
- 魔鬼運行在悖逆之人心內，乃罪惡的根源，最終必受永刑。

## 歷史沿革

### 中國大陸時期
1884年，瑞美会（Swedish American Mission）差会成立于1884年，总部设于美国明尼阿波利斯。1888年，该会派遣宽夸伦牧師（Rev. H.J. Von Qualen）、蕭雨滋、吳碩卿三人（他們被譽為中國基督教播道會之會祖）来到中国，驻广州的河南洲頭咀三板橋，租屋傳教，設立播道會在中国的首間禮拜堂。每日開堂宣講主道，聽道人雖多，但真心求道的卻很少，譭謗窘逐之事接踵而來，而且經擠拮据，困難重重，但這並未減退他們傳道之心。在這時期，由於宣教機會往往來自清政府與西方所訂之不平等條款，再加上中國官紳人士一向以儒家道統自居，他們對基督教只流於一知半解，多抱反對的態度。一般平民反對的心尤其猛烈，當時全國受浸信徒只有三萬七千多人，宣教士亦只有一千三百多人。信奉基督教之群體可謂勢單力薄。
1889年5月，他们在河南瑞仁大街租舖一間，修葺成堂，當時未為教會訂名，所以在所在地命名為瑞仁大街福音堂。至一八八九年河南瑞仁大街教堂開設，受群眾窘迫的情況較前更甚。在艱苦經營中，仍結出第一個果子，他就是任職彩畫玻璃舖經理兼監製的羅耀堂先生。其後透過查經與宣講，信主人數漸多。
1919年，瑞美会在中国广东省有传教站1处广州（建于1880年代），西教士4人，受餐信徒534人。
至1918年4月年議大會通過改組為「美瑞丹公理會」（美為美國，瑞為瑞典，丹為丹麥），成立「美瑞丹教會中西董事聯合會」，由中西同工共策會務。於1931年改名為「中國基督教播道會」。总部设在广州河南小港路民主直街86号。
播道会在广州有3间礼拜堂：小港堂（1889）、瑶头堂（1918）、东川堂（1919），共有560名信徒，学校2间，圣经学院、诊所各1间。文革前陆续关闭。
1934年，播道会在广东有教堂13处，西教士7人，受餐信徒940人。干事梁贵民（W.G.Lindquist）驻广州。
1949年中共建政後，被迫另組「播道會番、增、穗區聯會」完全負責廣東省之一切事工，自此以後中國基督教播道會遂致力於港區之發展。

### 香港時期
1937年，中日戰爭爆發，播道會在華之事工受到莫大之影響和阻礙，有不少播道會會友逃難到香港，中國基督教播道會為了牧養旅港信徒及廣傳福音拯救同胞起見，於1937年在九龍太子道開設首間支堂，即香港區之太子堂（今之天泉堂）。
1938年10月21日，廣州淪陷，廣東情勢更加混亂，會友星散，同工逃難，會務暫時停頓。播道會於1939年秋在九龍侯王道購置兩座樓宇，其一是作為廣州聖經學院遷港復課之用，其二則作為傳福音的基址，即侯王堂（今之恩泉堂），亦即中國基督教播道會在港發展最初期的事工。1941年12月香港淪陷，香港及廣州之聖經學院停辦。
1949年7月，隨箸中國內地政權易手，中國基督教播道會總部南遷到香港。
1950年，道真堂成立。
1951年，活泉堂成立。
1953年，靈泉堂成立。
1954年，中美兩地播道會訂下「瞭解公約」，訂明由華人擔任主要的領導職位，自此中國基督教播道會漸漸由外國同工領導轉為由華人領導，並按香港法例於1957年註冊，由各堂會另派代表組織「香港基督教播道會聯會」，代表播道會辦理一切有關法律及須由「法定代表」處理的工作。
1956年，福泉堂成立。同年，總會建立播道兒童之家，院舍位於香港九龍黃大仙沙田坳道120號，成立初期原以收容孤兒為主。
1965年，遷港多年的廣州聖經學院正式易名為播道神學院。同年，位於九龍城區馬頭圍亞皆老街的播道醫院成立。
1969年，甘泉堂（慈雲山青年中心）成立。
1971年，油麻地道真堂成立。
1973年，觀塘福音堂成立。
1975年，窩打老道山福音堂成立。
1978年10月，中國基督教播道總會購得土瓜灣浙江街的一個單位作為總會首個辦事處，其後於1987年4月遷往窩打老道冠華園。
1988年，總會傳道部海外傳道組演進成為香港差會。
1984年，港福堂成立，初期教會的聚會在酒店內舉行，至2003年於香港金鐘夏慤道16號遠東金融中心1樓建立自己恆久堂址。
1987年9月，恩福堂成立，至2002年堂址遷至香港九龍長沙灣長沙灣道789號恩福中心，是香港規模最大的基督教會堂之一。
1991年8月，同福堂成立，銅鑼灣堂的堂址位於銅鑼灣摩頓台11號。
1995年10月，中國基督教播道總會由窩打老道冠華園，遷往尖沙咀金巴利道辦事處。
2001年，恩福堂成立恩福聖經學院，院址現位於恩福堂所在的香港九龍長沙灣長沙灣道789號恩福中心16樓。
2006年，創立首間直資中小學播道書院，這是一所位處將軍澳至善街的全日制學校，設中學部及小學部，首任校長為盧偉成。
2009年，播道神學院購入隔鄰物業，以作擴建學院之用。
2010年，播道兒童之家「整全生命培育中心大樓」動工。2013年1月4日，舉行播道兒童之家《整全生命培育中心大樓落成感恩崇拜》。
2018年，香港基督教播道會聯會斥資3.2億元購入香港大學校舍作為播道神學院新址。2019年7月，播道神學院由九龍塘金巴倫道59號搬遷至荔枝角美孚新邨第六期蘭秀道38–46號。

## 機構事工

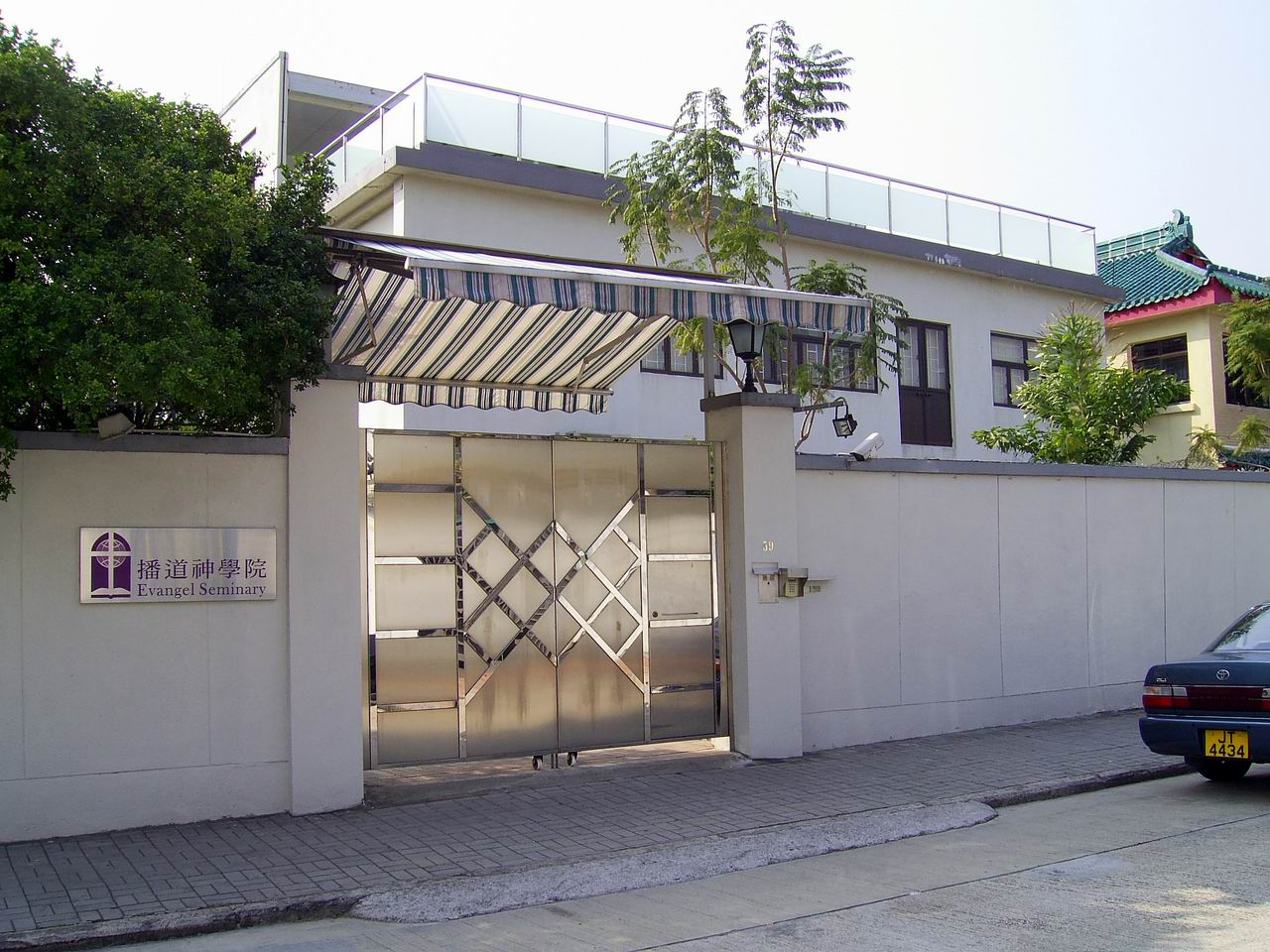
播道神學院
- 播道會文字部
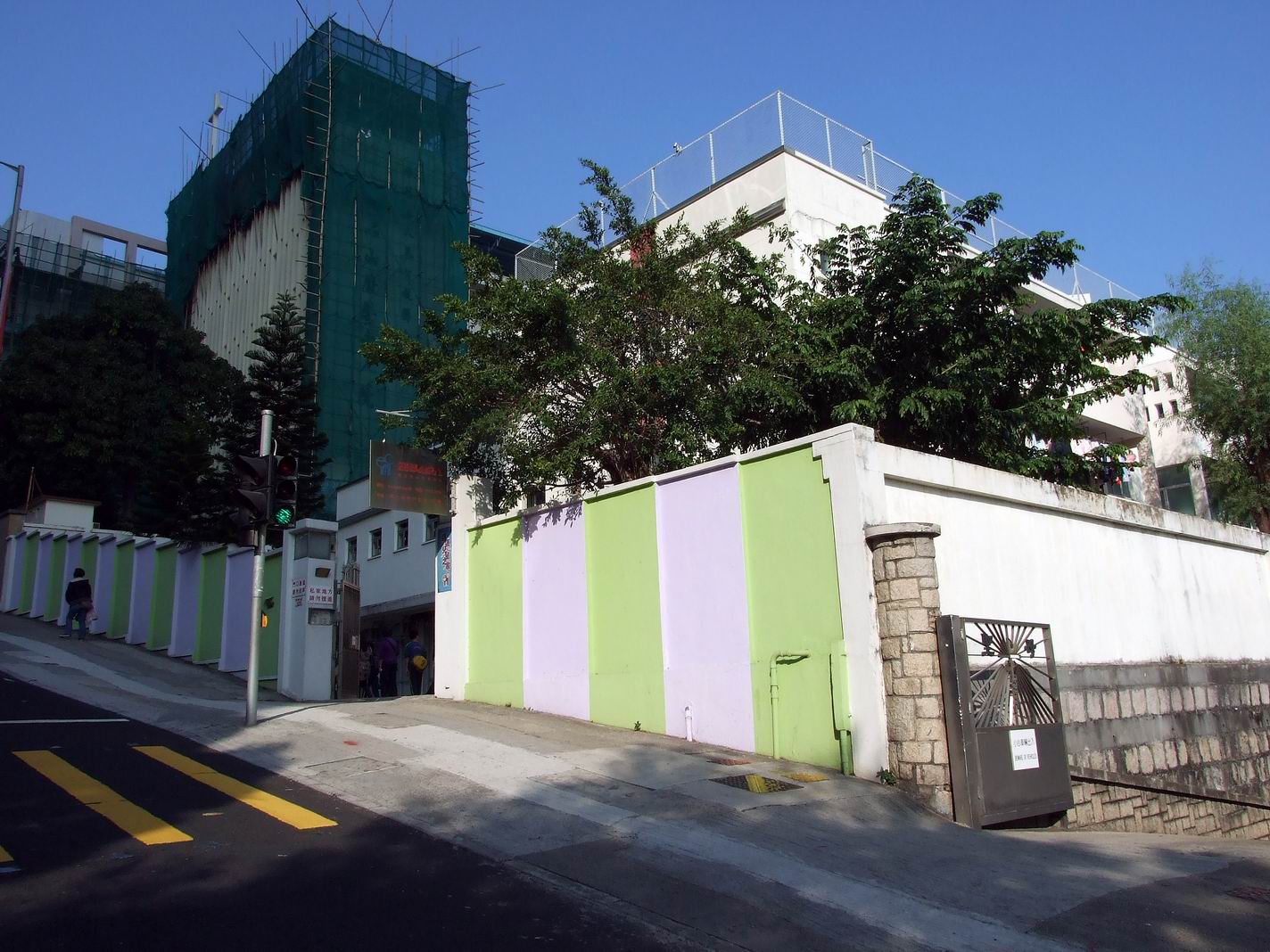
播道兒童之家
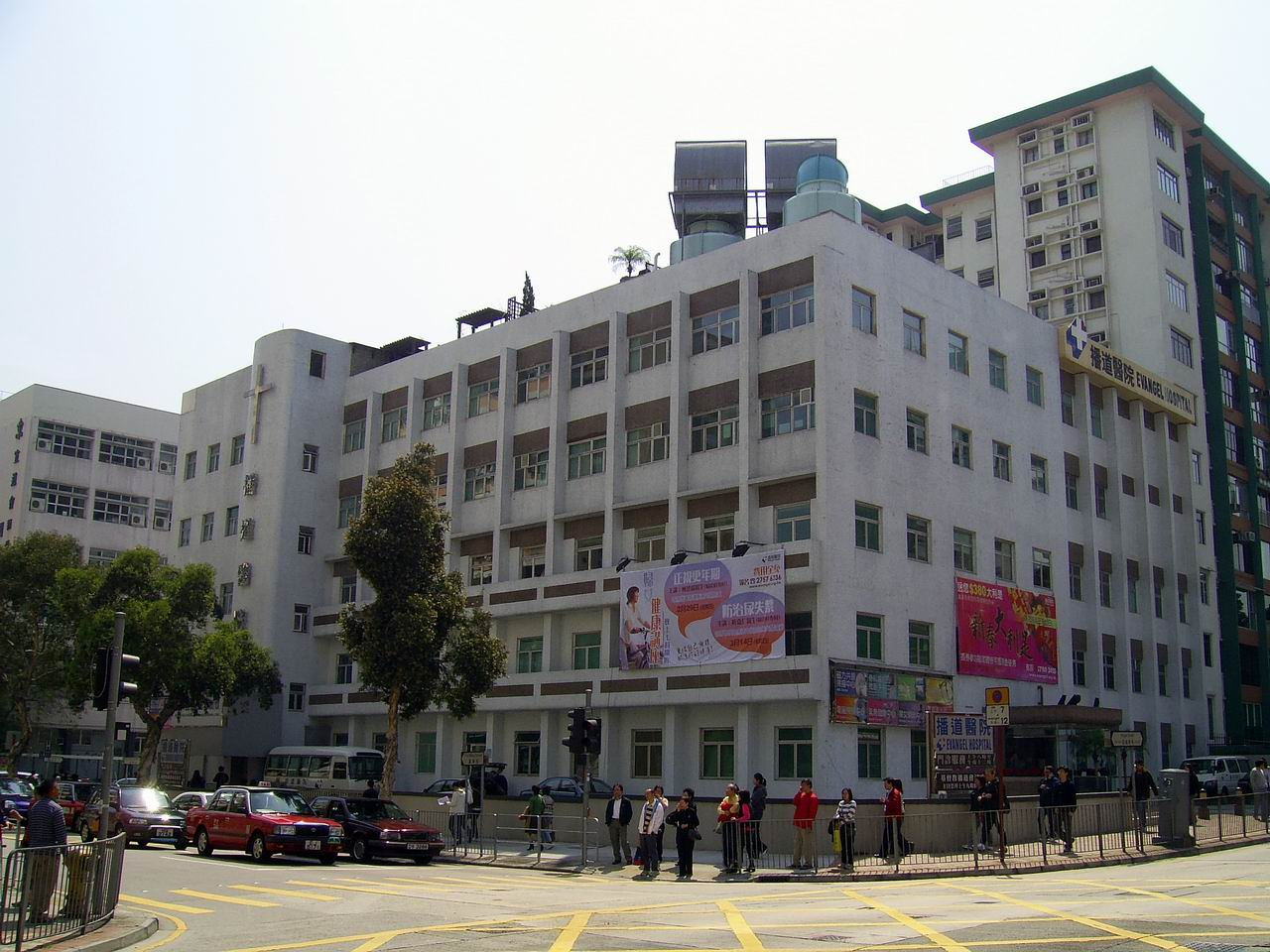
播道醫院
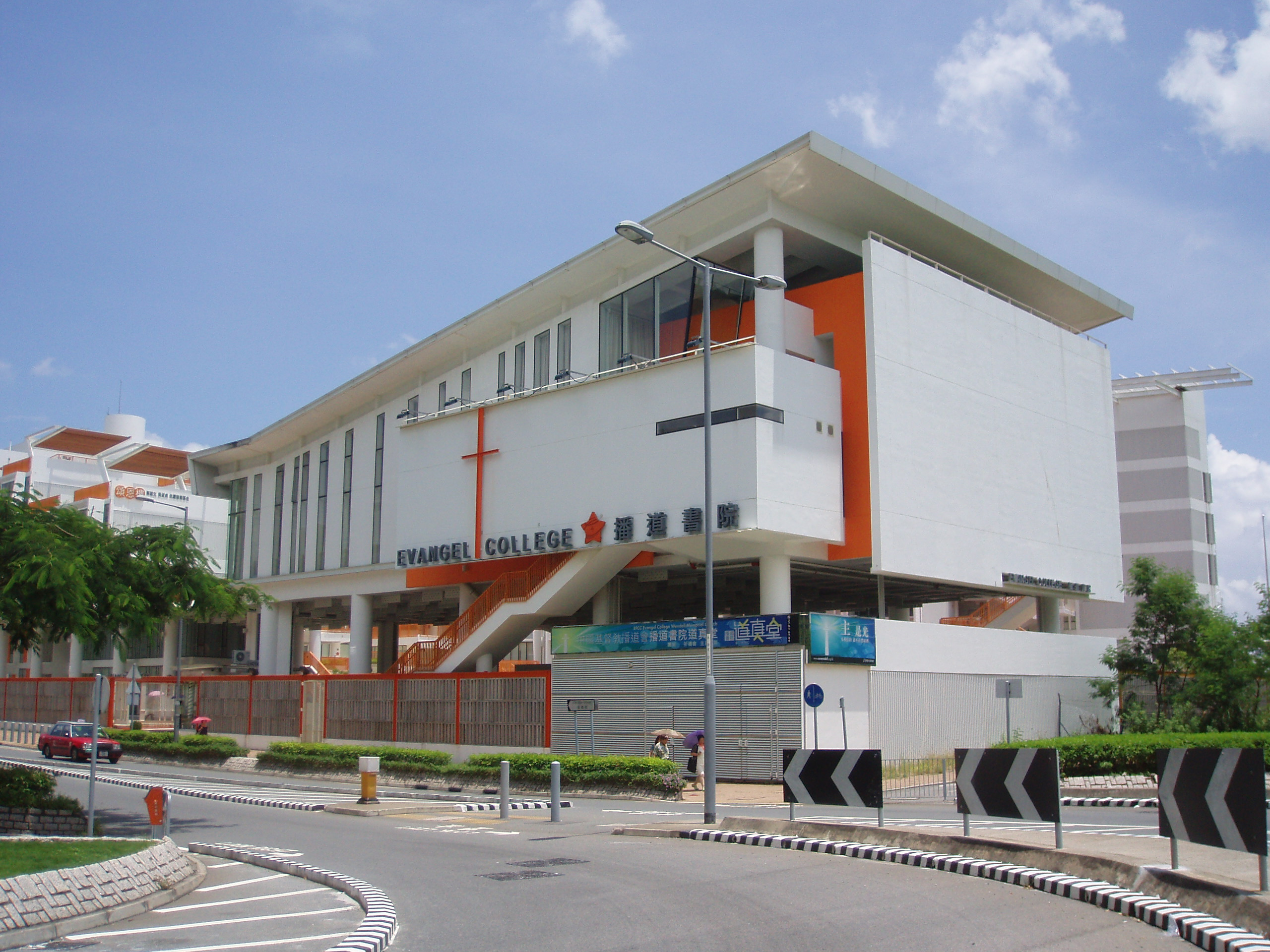
播道會香港差會
- 播道書院

- 播道神學院
- 播道兒童之家
- 播道醫院
- 播道書院

## 社會服務
- 長者中心
  - 康福堂長者中心（沙田博康邨）
  - 福安堂長者中心（青衣長安邨）
  - 興田邨道真堂愛禮信長者中心（藍田興田邨）
  - 美孚長者中心（荔枝角美孚新邨）
- 社區及家庭服務
  - 彩福堂鄰舍家庭服務中心（牛池灣彩雲邨）
  - 厚恩堂家庭活動中心（將軍澳厚德邨）
  - 康福堂白普理社區健康發展中心（沙田沙角邨）
  - 順安堂社會服務中心（觀塘順安邨）
- 幼兒學校
  - 寶雅幼兒學校（大埔寶雅苑）
  - 厚恩堂厚恩幼兒學校（將軍澳厚德邨）
  - 茵怡幼兒學校（將軍澳茵怡花園）
  - 天恩幼兒學校（天水圍天恩邨）
- 自修室及教育中心
  - 和平樓自修中心（深水埗李鄭屋邨）
  - 景福堂白普理閱讀資源中心（屯門湖景邨）
  - 靈福教育中心（北角渣華道）

## 播道會各堂會及會址
現有68間堂會，位於香港島、九龍、新界、離島各區。

### 香港島

#### 灣仔區
- 靈泉堂（页面存档备份，存于）

#### 東區
- 基泉堂
- 太古城堂（页面存档备份，存于）
- 康泉堂（页面存档备份，存于）
- 國際堂
- 靈福堂
- 愛秩序灣堂（页面存档备份，存于）
- 傳恩堂（得勝分堂）（页面存档备份，存于）
- 歡恩堂

#### 中西區
- 港福堂（页面存档备份，存于）

### 九龍

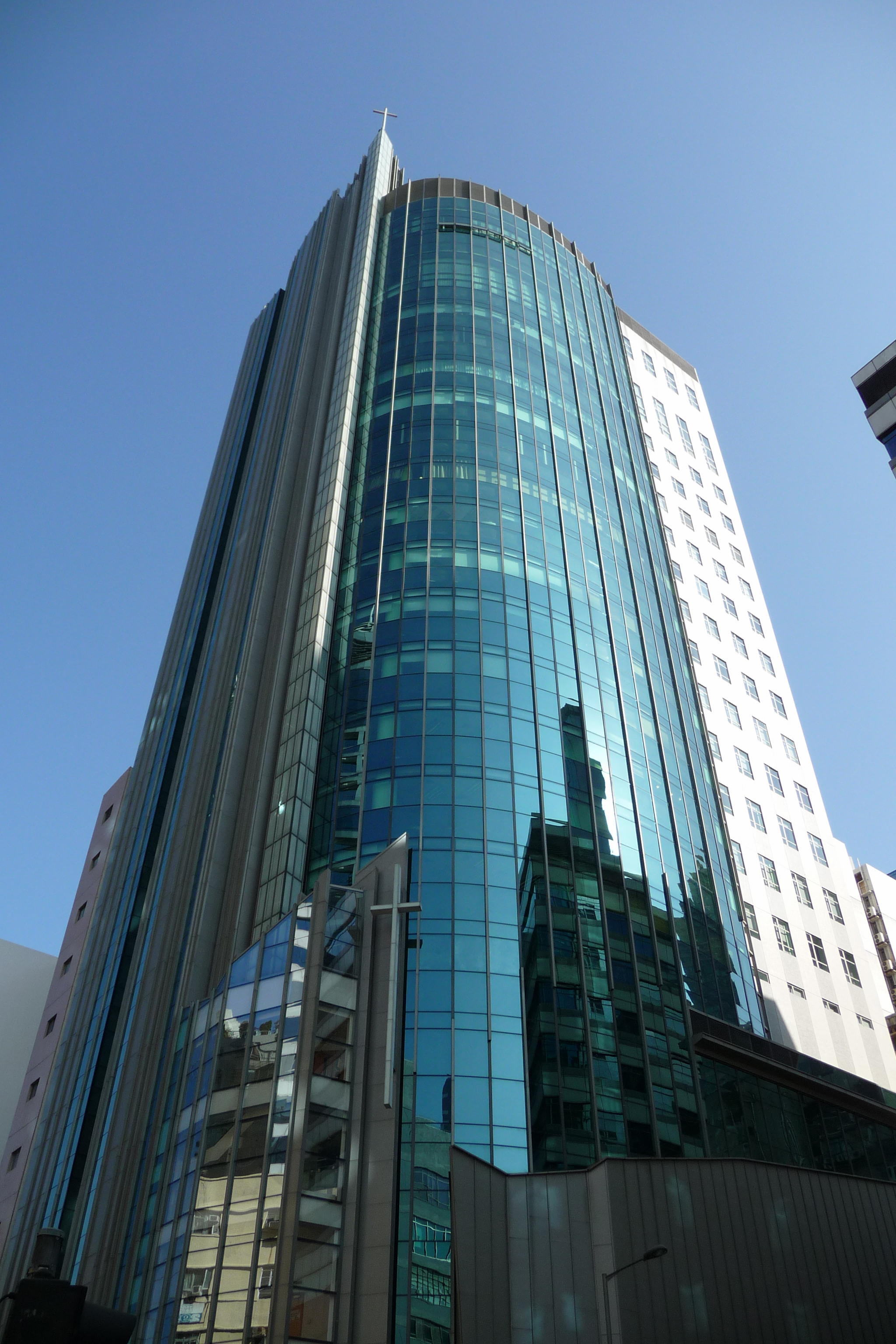
恩福堂

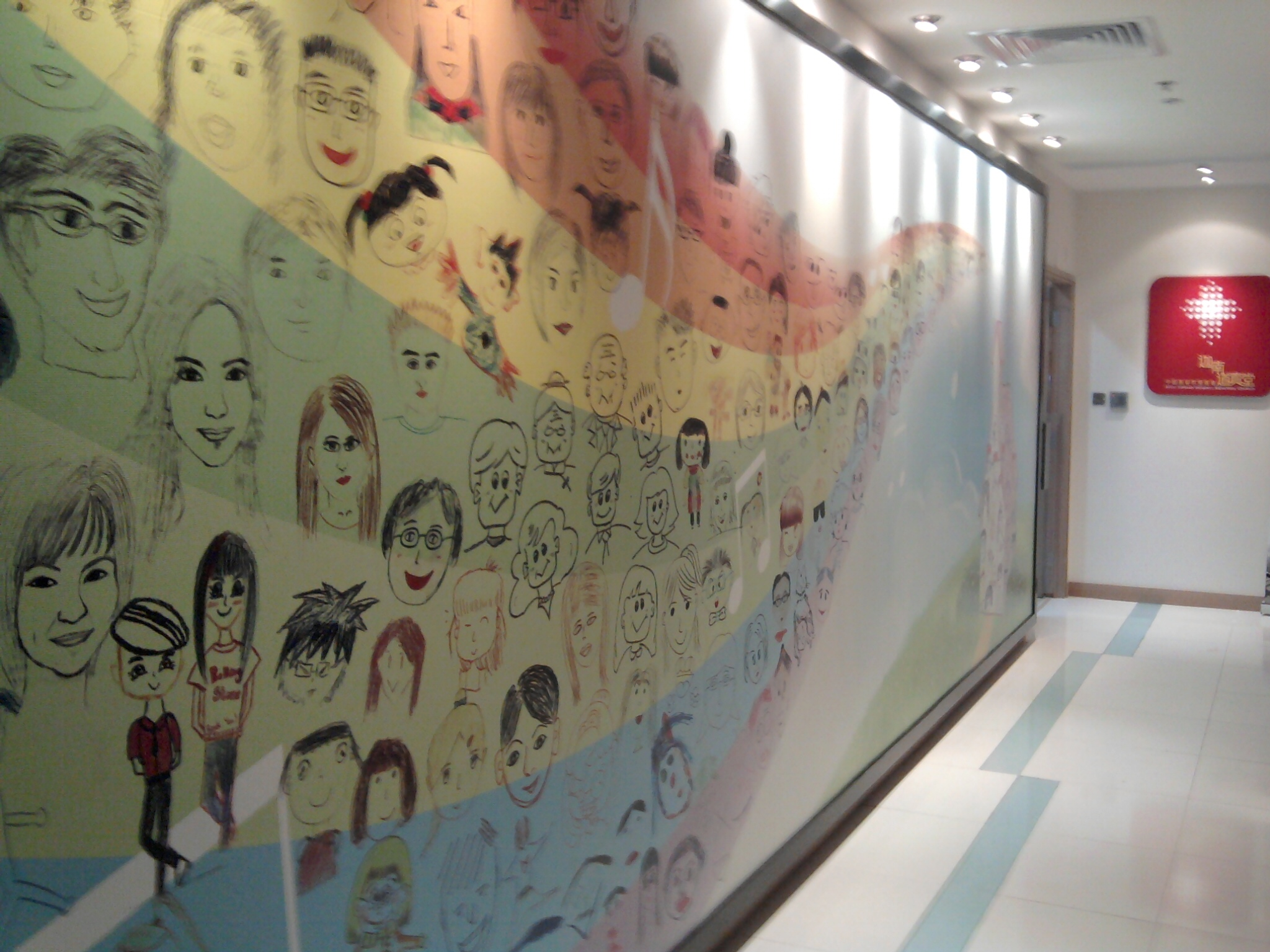
迦南道真堂

#### 油尖旺區
- 天泉堂（页面存档备份，存于）
- 尖福堂（页面存档备份，存于）
- 樂恩福音堂（页面存档备份，存于）
- 望福堂（页面存档备份，存于）
- 泉福堂（页面存档备份，存于）

#### 九龍城區
- 恩泉堂（页面存档备份，存于）
- 道真堂
- 窩打老道山福音堂（页面存档备份，存于）
- 樂泉堂（页面存档备份，存于）
- 活愛堂（页面存档备份，存于）
- 得勝堂

#### 深水埗區
- 活泉堂（页面存档备份，存于）
- 福泉堂（页面存档备份，存于）
- 和平堂
- 恩福堂
  - 附屬機構：恩福聖經學院
- 奇恩堂
- 望福堂（页面存档备份，存于）
- 雅斤堂（页面存档备份，存于）

#### 黃大仙區
- 甘泉堂（页面存档备份，存于）
- 迦南道真堂（页面存档备份，存于）
- 新福堂
- 彩福堂（页面存档备份，存于）
- 顯恩堂（页面存档备份，存于）
- 啟福堂（页面存档备份，存于）

#### 觀塘區
- 觀塘福音堂（页面存档备份，存于）
- 順安堂
- 興田邨道真堂（興田邨福音據點）
- 藍田福音堂（页面存档备份，存于）

### 新界

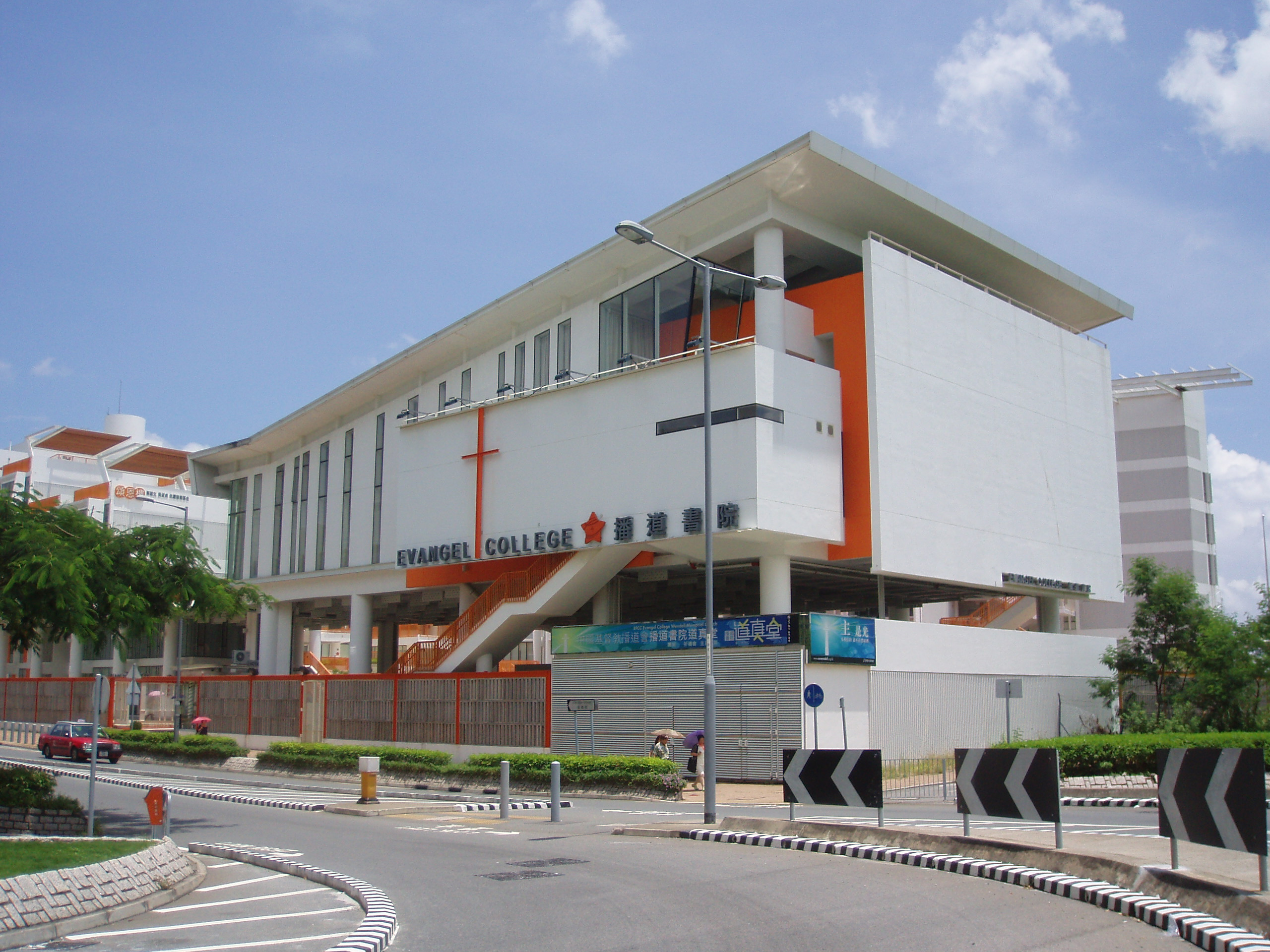
播道書院道真堂

#### 屯門區
- 屯門福音堂（页面存档备份，存于）
- 景福堂（页面存档备份，存于）
- 山福堂（页面存档备份，存于）
- 屯恩堂（页面存档备份，存于）

#### 元朗區
- 天恩堂（页面存档备份，存于）
- 恩福元朗堂（页面存档备份，存于）

#### 荃灣區
- 愛泉堂（页面存档备份，存于）

#### 葵青區
- 信泉堂（页面存档备份，存于）
- 福安堂

#### 沙田區
- 康福堂（页面存档备份，存于）
- 安福堂

#### 大埔區
- 寶雅福音堂
- 天福堂（页面存档备份，存于）

#### 西貢區
- 厚恩堂（页面存档备份，存于）
- 茵怡堂（页面存档备份，存于）
- 福溢堂（页面存档备份，存于）
- 播道書院道真堂（页面存档备份，存于）

#### 離島區
- 愉景灣國際堂（页面存档备份，存于）

## 爭議

### 香港基督教播道會聯會賬目混亂事件
根據2018年香港基督教播道會聯會的財務報表，該會現金結餘只有44萬元，但是，該會於同年斥資3.2億元購入香港大學校舍作為神學院用途。2020年10月，播道神學院院董院主席陳黔開及院長郭文池向教友發出特別呼籲，指因買校舍衍生赤字高達3.8億元，並每月要支付銀行60萬元利息，呼籲教友提供10萬至100萬的無息貸款，或作無償奉獻，以協助還債。但傳媒發現，該會實際擁有3幅九龍塘地皮，共值近8億元。另外，核數師最近3年對財務報表持保留意見（Qualified opinion），認為聯會無按照《公司條例》和會計師公會準則編製財務報表。

### 同福堂少年部導師及組長集體請辭
2020年6月24日，一群來自中國基督教播道會同福堂（銅鑼灣堂）少年部的40位導師和組長，因為同福堂在自2019年6月起的一年面對社會爭議時的態度和處理手法令人失望，多番迴避社會及教會內的矛盾，更公開反對信徒參與示威、打壓聯署活動，暗地阻止牧者和信徒領袖表達政見和就社會上的不公義發聲等，所以40人決定集體請辭以明志，更希望透過行動達到三個目的：一，向同福堂的教牧長執清楚表明想法和立場；二，以身作則向社會和教會發聲；三，勉勵其他因參與社會運動而被打壓的主內肢體。集體請辭行動獲得3,600名人士聯署支持。請辭的導師及組長名單（按筆劃序）：王子朗、王家駿、石仲賢、朱家瑩、何以霖、吳羽翹、吳綽嵐、李正謙、李卓謙、周希童、邱天霈、侯家晧、姚靜雯、香本柔、夏鎵惠、孫思慧、徐潁如、徐蔚詩、張慧銘、曹朗軒、梁嘉詠、許諾祈、陳信生、陳麗瑩、湯呈希、黃筠朝、黃樂霖、鄧希穎、鄭善嫈、盧俊邦、鍾瀚恩、藍希如、羅哲衡。
6月25日，播道會同福堂主任牧師謝又生在教會網頁發言，表示收到少年部組長及義務導師的請辭信，心感傷痛將在短時間內約見他們傾談。7月3日，播道會同福堂宣佈暫停少年崇拜及小組活動至7月底。按原定的安排，7月4日的少年崇拜主題為「有一種順服叫不順服」，宣講《聖經》但以理書3章16至18節，信息提到但以理三位朋友在抉擇敬拜尼布甲尼撒王所立的金像時，拒絕順服，不肯事奉尼布甲尼撒王的神，深信「即便如此」上帝能把他們從烈火的窰中救出來。

### 同福堂於解聚期間舉辦逾250人實體聚會
2021年3月7日，在政府仍未解除基督宗教聚會禁令期間，播道會同福堂於銅鑼灣堂舉行實體組長聚會，聚會中有逾250人出席。聚會進行中，有警察突然到場，表示收到投訴，要求停止聚會。堂主任謝又生牧師表示，教會事前已經諮詢了港府制定政策的官員，確定是次組長會的安排仍「私人聚會」，不屬於公眾聚會，所以沒有違反限聚令，但執法人員秉持不同意見，唯有停止實體聚會，改為完全網上直播，聚會則在三十分鐘後繼續。教會做法被質疑「以舉辦私人聚會，而繞過失去的宗教聚會豁免」。

### 雅斤堂被揭閉門解聚期間恢復實體崇拜
2021年3月20日，在政府仍未解除基督宗教聚會禁令期間，播道會雅斤堂除了網上崇拜外，同步設實體崇拜聚會，雅斤堂傳道回應記者時承認舉行三十多人的實體崇拜，但強調只屬「私人聚會」、非公開形式。被傳媒質疑三十多人的實體崇拜聚會，做法可能違背政府限聚防疫的宗旨時，雅斤堂傳道回應說：「我們覺得沒有問題」。

### 牧師涉多次邀請教友巨額投資被褫奪職銜
2022年10月29日，播道會港福堂指近日有不同會友和教友向教會投訴一名前教牧同工，游說他們作股票期權相關的投資，但指定的時間期限過後，他們卻無法取回本金及保證的利息回報，斥這名前同工嚴重違反教牧同工守則。港福堂指事件已交警方跟進調查。
中國基督教播道會總會於11月18日指劉信之牧師多次邀請教友參與投資活動，涉及巨大金額，上述行為並非教牧職務，極不恰當，暫停其施行聖禮及講道兩項事奉。2023年3月7日，劉信之向當時任職的得勝堂呈辭，並通知播道總會「放棄牧師銜」。播道總會執行委員會於3月30日發出通告，指該會並無退回牧師銜的機構，議決褫奪劉信之的牧師職銜。
劉信之於2016年在播道會港福堂任職傳道，2020年轉至播道會得勝堂任傳道，2021年獲按立為牧師。